# Dileita Mohamed Dileita
Dileita Mohamed Dileita (arabe : دليطة محمد دليطة), né le 12 mars 1958 à Tadjourah (Djibouti), est un homme politique djiboutien membre du Rassemblement populaire pour le progrès, Premier ministre du 4 mars 2001 au 31 mars 2013, en coalition avec le Front pour la restauration de l'unité et la démocratie. Il est l'actuel président de l'Assemblée nationale depuis 2023. Il est musulman de confession sunnite

## Biographie
Dileita est né en 1958 dans la ville côtière de Tadjoura, à Djibouti. Il étudie au Caire et à Reims, puis au Centre de formation professionnelle de Médéa, en Algérie, dont il est diplômé en 1981. 
Dileita travaille ensuite à la Direction générale du protocole de la présidence, à Djibouti. Il est diplomate à l'ambassade de Djibouti en France au début de 1990, puis ambassadeur en Éthiopie en 1997, où il représentait également Djibouti auprès de l'Organisation de l'unité africaine. Il a alors participé aux pourparlers de paix qui ont mis fin à la guerre de 1998-2000 entre l'Éthiopie et l'Érythrée. 
En décembre 1999, Dileita a été chargé des négociations avec une faction du Front pour la restauration de l'unité et de la démocratie (FRUD), qui ont abouti à un accord en février 2000. Il est nommé ambassadeur en Ouganda en 2000.
Après la démission du Premier ministre Barkat Gourad Hamadou en février 2001, le président Ismaïl Omar Guelleh a nommé Dileita pour le remplacer le 4 mars 2001.
Dileita est élu vice-président du RPP le 3 juillet 2003, succédant à Barkat. Il dirige la coalition au pouvoir, l'Union pour la majorité présidentielle (UMP), pour les élections législatives de janvier 2003, premier candidat sur la liste de la coalition pour le district de Djibouti. Il est président de la coalition UMP et dirige la liste UMP du district de Djibouti lors des élections législatives de février 2008. L'UMP remporte tous les sièges alors que l'opposition boycotte le scrutin.
Abdoulkader Kamil Mohamed le remplace comme vice-président du RPP en septembre 2012. Le 31 mars 2013, Abdoulkader succède à Dileita comme Premier ministre.
Dileita est nommé envoyé spécial de l'Union africaine pour la Libye le 11 juin 2014. Il est chef de la mission d'observation de l'Union africaine pour l'élection présidentielle congolaise de mars 2016.
À l'issue des élections législatives de février 2023, Dileita Mohamed Dileita est élu le 5 mars 2023 Président de l’Assemblée Nationale à l'unanimité des voix. Il remplace ainsi Mohamed Ali Houmed.